# Regional Radiocommunication Conference
Un Congresso regionale di Radiocomunicazioni (RRC = Regional Radiocommunication Conference) è un incontro fra membri dell'Unione internazionale delle telecomunicazioni (ITU =  International Telecommunication Union) provenienti da una o più regioni appartenenti al mondo intero. Tale incontro è normalmente tenuto per realizzare un accordo sull'uso di frequenze per servizi quali il broadcasting.

## Esempi

### RRC ST61
Un importante incontro ebbe luogo a Stoccolma dal 26 maggio al 22 giugno 1961, cui presero parte 38 Paesi.
- (EN)  Atti finali del congresso

### RRC GE75
- (EN)  Atti finali del congresso

### RRC GE89
- (EN)

Atti finali del congresso

### RRC-04/06
Questo fu un Congresso regionale di Radiocomunicazioni tenutosi in due sessioni tra il 2004 e il 2006. Esso realizzò un nuovo accordo e un piano sulle frequenze per il broadcasting (DVB-T e T-DAB). 
Esso generò un nuovo accordo e un piano per le bande digitali III e IV & V per l'intera Regione 1 e l'Iran della Regione 3.
La prima sessione del Congresso ebbe luogo dal 10 al 31 maggio 2004 a Ginevra; la seconda sessione ebbe luogo dal 15 maggio al 16 giugno 2006, ancora a Ginevra.
S'intese che i risultanti Piano e Accordo avrebbero sostituito quelli redatti a Stoccolma nel 1961 e a Ginevra nel 1989. Gli accordi conclusi sono noti come GE-06.
- Riassunto della prima sessione
- Riassunto della seconda sessione
- http://www.itu.int/ITU-R/conferences/rrc/rrc-06/plan_process/CNG1/docs/Doc-CNG1-16.zip[collegamento interrotto] (url morto)
- RRC-06 Allocations Display Software (211 MB)
- Atti finali del Congresso